# Rheumaptera rikovskensis
Rheumaptera rikovskensis là một loài bướm đêm trong họ Geometridae.